# 699-й артиллерийский полк противотанковой обороны
Не следует путать с 699-м истребительно-противотанковым артиллерийским полком
699-й артиллерийский полк противотанковой обороны — воинская часть Вооружённых Сил СССР в Великой Отечественной войне.

## История
Формировался в Подольске с 27 июня по 7 июля 1941 года. На вооружении полка находились зенитные 85-мм орудия.
В действующей армии с 10 июля по 24 декабря 1941 года. По формировании направлен в Белорусиию. К 10 июля 1941 года занял позиции под Чаусами на рубеже Расты, где с 12 июля 1941 года вступил в бои с частями 3-й танковой дивизии.
Под давлением противника полк отступает севернее Кричева, ведёт бои в районе Молятичи (на железнодорожной ветке Кричев — Горки). Там попал в окружение, в конце июля 1941 года на выходе из окружения, на переправе через Сож понёс большие потери. За период с 12 июля по 16 августа 1941 года полк отчитался об уничтожении или повреждении до 50 танков противника.
Восстановлен в тылу и после 16 августа 1941 года, вместе со 143-й стрелковой дивизией, передан в состав Брянского фронта. На 23 августа 1941 года полк, поддерживая 143-ю стрелковую дивизию с остатками 149-й стрелковой дивизии выдвигался в район Семёновки и Новгород-Северского для организации круговой обороны. Понёс потери в кольце окружения 13-й армии в Середино-Будском районе.
Полк, которым командовал уже комиссар полка, по выходе из окружения был выведен в Орёл для пополнения. Во время боёв под Орлом и отступления от него полк был почти полностью уничтожен. 9 октября 1941 года полк расформирован. Остатки полка в составе 26 подольских курсантов и 289 красноармейцев при двух орудиях прибыли 14 октября в Москву. Красноармейцы и орудия были сданы в «Богословские казармы». Курсанты 16 октября 1941 года вернулись в Подольское артиллерийское училище, где им были присвоены звания лейтенантов и назначены командирами взводов. Вместе с училищем они эвакуировались в Горький, затем в Павлово-на-Оке, где вошли в артиллерийский дивизион формирующейся 27-й отдельной стрелковой бригады.

## Подчинение
| Дата            | Фронт (округ)  | Армия      | Корпус | Дивизия | Бригада |
| --------------- | -------------- | ---------- | ------ | ------- | ------- |
| 10.07.1941 года | Западный фронт |            | -      | -       | -       |
| 01.08.1941 года | Западный фронт | -          | -      | -       | -       |
| 01.09.1941 года | Брянский фронт | 13-я армия | -      | -       | -       |
| 01.10.1941 года | Брянский фронт | -          | -      | -       | -       |

## Командиры
- Ниловский, Сергей Фёдорович, майор, до 16 августа 1941 года.[2]